# Michael Crichton
John Michael Crichton (ejtsd  kraɪtən), (Chicago, Illinois, 1942. október 23. – Los Angeles, 2008. november 4.) Primetime Emmy-díjas amerikai író, forgatókönyvíró, filmrendező. Első megjelent regényétől (Az Androméda-törzs 1969) kezdve az amerikai science-fiction egyik legelismertebb és legnépszerűbb szerzője (bár hasonló sikereket ért el nem sci-fi témájú könyveivel, így Zaklatás c. regényével és más krimikkel, filmjeivel is). Az Egyesült Államokban az ún. techno-thriller műfaját elsősorban az ő nevéhez kötik.
Egyéni témaválasztásának és -feldolgozásának lényege, hogy egy progresszív fázisban lévő tudományágat (mint az Átprogramozott emberben a magatartásmódosítást, a Jurassic Parkban a mesterséges DNS-technológiát, a Repülő koporsóban a tömeges polgári légiközlekedést, az Idővonalban a kvantumfizikát, a Prédában a nanotechnológiát, Félelemben c. könyvében pedig a globális felmelegedés témakörét) mutat be annak ellentmondásain és dilemmáin keresztül, egy reális és minden (tudományos és emberi) részletéig kidolgozott történetbe ágyazva. Crichton minden regényének cselekménye és karakterei kitaláltak, ám a történetek logikáját és kiindulópontjait kivétel nélkül tudományos eredményekre, elméletekre és adatokra alapozza, melyeket könyvei elő- vagy utószavában pontosan dokumentál. E sajátos műfajt a szerző így foglalja össze:
Ez egy kitalált történet. A benne szereplő személyek, intézmények, vállalatok és szervezetek jórészt a képzelet szülöttei, vagy ha mégsem, kitalált helyzetekben szerepelnek, és a leírtak nem valós magatartásukat tükrözik. Ezzel szemben a lábjegyzetekben szereplő hivatkozások létező személyekre, intézményekre és szervezetekre mutatnak, azokat szöveghűen idézik. Ezek nem a képzelet termékei.

## Tanulmányok
Summa cum laude eredménnyel végzett a bostoni Harvard Egyetem irodalomszakán 1964-ben. Vendégoktató az angliai Cambridge-ben, majd a Harvard orvostudományi karának hallgatója. A '70-es évek elején doktori ösztöndíjas a Salk Biológiai Kutatóintézetben, majd a Massachusetts Institute of Technology munkatársa 1988-ban.
Irodalmi tanulmányait félbehagyta, mivel igazolva látta az oktatási metódusokkal kapcsolatos régi kételyeit, amikor egy saját néven beadott George Orwell-novellára csak 4-es osztályzatot kapott a Harvardon. Ezt követően egy évet európai utazással töltött, majd orvosi tanulmányokba fogott. A legnevesebb amerikai kutatóintézetek gyakornoka és munkatársa – első regényeinek témáját is e téren szerzett tájékozottságából merítette. A tudományos pályát elhagyva a '70-es évek elején Los Angelesbe költözött, ahol írói és filmrendezői tevékenységbe kezdett.

## Szakmai elismerések
- 1968 és 1980 – Edgar Allen Poe-díj (a The Case of Need ill. A nagy vonatrablás c. novellákért)
- 1970 – Az Amerikai Orvosi Szakírók díja (a Five Patients c. írásért)
- 1995 – A Film- és Technikatudományi Akadémia innovációs díja (a komputerizált mozgókép fejlődéséért végzett munkájáért)
- 1995 – George Foster-díj (a Vészhelyzet c. sorozatért)
- 1996 – A legjobb televíziós sorozat díja (szintén a Vészhelyzetért)
- 2006 – Az Olajkutató Geológusok Amerikai Szövetsége Crichtonnak ítéli újságíró-díját (a Félelemben c. novelláért)

## Egyéb elismerések
- Egy az 1990-es években felfedezett új dinoszauruszfajt az író tiszteletére Crichtonsaurus bohlini névre kereszteltek
- 1992 – A People Magazin Crichtont a világ 50 legragyogóbb személyisége közé választotta
- 1994 decemberében Crichton munkái egyszerre vezették az Egyesült Államok mozinézettségét (Zaklatás), televíziós nézettségét (Vészhelyzet) és könyveladásait (szintén Zaklatás)

## Művei

### Szépirodalom
- The Andromeda Strain (Az Androméda-törzs), 1969
- The Terminal Man (Az átprogramozott ember), 1972
- The Great Train Robbery (A nagy vonatrablás), 1975
- Eaters of the Dead (Ködsárkányok), 1976 (Ebből készült A 13. harcos című film)
- Congo (Kongó), 1980
- Sphere (A gömb), 1987
- Jurassic Park (Jurassic Park), 1990
- Rising Sun (Gyilkos nap), 1992
- Disclosure (Zaklatás), 1994
- The Lost World (Az elveszett világ), 1995
- Airframe (Repülő koporsó), 1996
- Timeline (Idővonal), 1999
- Prey (Préda), 2002
- State of Fear (Félelemben), 2004
- Next (A következő), 2006
- Pirate Latitudes (Kalózvizeken), 2009 (posztumusz)
- Micro (Micro), 2011 (posztumusz, Richard Preston író fejezte be a regényt)
- Dragon Teeth, 2017

### Ismeretterjesztő irodalom
- Five Patients, 1970
- Jasper Johns, 1977
- Electronic Life, 1983
- Travels, 1988
- Jasper Johns (bővített), 1994

### Publikált forgatókönyvek
- Westworld (Feltámad a vadnyugat), 1973
- Twister, 1996

### Álnéven publikált regényei
- Odds On, 1966 (John Lange néven)
- Scratch One, 1967 (John Lange néven)
- Easy Go, 1968 (John Lange néven)
- A Case of Need, 1968 (Jeffrey Hudson néven, későbbi kiadások már saját név alatt)
- Dealing: Or the Berkeley-to-Boston Forty-Brick Lost-Bag Blues, 1970 (Douglas Crichton nevű öccsével közösen, publikálva Michael Douglas név alatt)
- Venom Business, 1969 (John Lange néven)
- Zero Cool, 1969 (John Lange néven)
- Grave Descend, 1970 (John Lange néven)
- Drug of Choice, 1970 (John Lange néven)
- Binary, 1972 (John Lange néven)

## Magyarul
- Az Androméda-törzs; ford. Bars Sándor, utószó Kuczka Péter; Kossuth, Bp., 1972 (Fantasztikus sorozat)
- Az átprogramozott ember; ford. Bars Sándor, utószó Kuczka Péter; Kossuth, Bp., 1974
- Kongó; ford. Dezsényi Katalin; Maecenas, Bp., 1989
- A gömb; ford. Szentgyörgyi József; JLX, Bp.–Los Angeles, 1992
- Őslénypark; ford. Boris János; Maecenas, Bp., 1992
- Gyilkos nap; ford. Kozma Zsolt; Maecenas, Bp., 1993
- Jurassic Park; Michael Crichton és David Koepp forgatókönyve alapján Gail Herman, ford. Hembach András; Haal, Bp., 1993
- Ködsárkányok; ford. Süle Gábor; JLX, Bp.–Los Angeles, 1993
  - (A 13. harcos címen is)
- Zaklatás; ford. Fencsik Flóra; Maecenas, Bp., 1994
- Szörnyek szigete. Az Őslénypark története folytatódik; ford. Kertész Balázs; Magyar Könyvklub, Bp., 1996
- A nagy vonatrablás; ford. Kada Júlia; Magyar Könyvklub, Bp., 1997
- Michael Crichton mint Jeffery Hudson: Élesben; ford. N. Kiss Zsuzsa; Magyar Könyvklub, Bp., 1997
- A letűnt világ: Jurassic Park. A film képeskönyve; Michael Crichton regénye és David Koepp forgatókönyve alapján; Tessloff és Babilon, Bp., 1997
- Repülő koporsó; ford. Kulcsár Valéria; Magyar Könyvklub, Bp., 1998
- Idővonal; ford. Dobrás Zsófia; Magyar Könyvklub, Bp., 2001
- Préda; ford. Barkóczi András; Reader's Diegest, Bp., 2004 (Reader's Digest válogatott könyvek)
- Préda; ford. Kovács Lajos; Magyar Könyvklub, Bp., 2004
- Félelemben; ford. Nitkovszki Stanislaw; Aquila, Debrecen, 2005
- A következő; ford. Nitkovszki Stanislaw; Aquila, Debrecen, 2007
- Kalózvizeken; ford. Gondos László; I. P. C., Bp., 2010 (I. P. C. könyvek)
- A 13. harcos. Ibn Fadlán kéziratos feljegyzése, amelyben leírja a vikingek között szerzett tapasztalatait az Úr 922. esztendejében; ford. Süle Gábor; 2. jav. kiad.; Kossuth, Bp., 2015
  - (Ködsárkányok címen is)
- Jurassic Park; ford. Boris János; 2. jav. kiad.; Kossuth, Bp., 2015
- Az elveszett világ; ford. Kertész Balázs; 2. jav. kiad.; Kossuth, Bp., 2015
- A gömb; ford. Szentgyörgyi József; 2. jav. kiad.; Kossuth, Bp., 2016
- Gyilkos nap; ford. Kozma Zsolt; 2. jav. kiad.; Kossuth, Bp., 2016
- Kongó; ford. Dezsényi Katalin; 6. jav. kiad.; Kossuth, Bp., 2020
- Daniel H. Wilson: Az Androméda evolúció; Michael Crichton nyomán, ford. Stemler Miklós; Alexandra, Pécs, 2020

## Filmadaptációk
- The Andromeda Strain (Az Androméda-törzs), 1971
- Pursuit, 1972 (rendező)
- The Carey Treatment (Rejtélyes halál / A Carey-kezelés), 1972
- Dealing: or the Berkeley to Boston Forty-brick Lost Bag Blues, 1972
- Westworld (Feltámad a vadnyugat), 1973 (író és rendező)
- The Terminal Man, 1974
- The Great Train Robbery (A nagy vonatrablás), 1979 (író és rendező)
- Looker (Szupermodell), 1981 (író és rendező)
- Runaway (Gyilkos robotok), 1984 (író és rendező)
- Physical Evidence (Az igazság törvénye), 1989 (rendező)
- Jurassic Park, 1993 (társíró)
- Rising Sun (Gyilkos nap), 1993 (társíró)
- Disclosure (Zaklatás), 1994 (társproducer)
- Congo (Kongó), 1995
- Twister, 1996 (társproducer és társíró akkori feleségével, Anne-Marie Martinnal)
- Lost World: Jurassic Park (Az elveszett világ: Jurassic Park), 1997
- Sphere (A gömb), 1998 (társproducer)
- 13th Warrior (A 13. harcos), 1999 (társproducer)
- Timeline (Idővonal), 2003

### Egyéb
- Extreme Close Up, 1973 (forgatókönyvíró)

## Televíziós produkciók
- ER (Vészhelyzet), NBC tévétársaság, 1994 (alkotó, társproducer, az első 3 epizód írója)

## Számítógépes szoftverek
- Amazon, 1982 (Szöveges instrukciók alapján működő játék Apple II, Commodore 64 és Atari ST gépekre, kiadója a Vészhelyzet későbbi producere, John Wells)
- Timeline, 2000 (A szerző David Smith-szel közösen alapított szórakoztató-elektronikai cége, a Timeline Computer Entertainment egyetlen terméke)